# Burnt Point-Gull Island-Northern Bay
Burnt Point-Gull Island-Northern Bay is een designated place en voormalig local service district in de Canadese provincie Newfoundland en Labrador. De designated place bestaat uit drie vlak bij elkaar gelegen kustplaatsen op het eiland Newfoundland.

## Geografie
De designated place (DPL) bestaat uit Burnt Point, Gull Island en Northern Bay. Dat zijn drie grotendeels met elkaar vergroeide dorpen op het schiereiland Bay de Verde, aan de oostkust van Newfoundland. De drie plaatsen bevinden zich allen langs provinciale route 70, van noord naar zuid in de volgorde van de DPL-naam.
De DPL ligt ten zuiden van Job's Cove en ten noorden van Ochre Pit Cove.

## Geschiedenis
Bij de volkstelling van 2001 bekeek Statistics Canada de dorpen Burnt Point, Gull Island en Northern Bay voor het eerst als een enkele entiteit.
In 2003 werd Burnt Point-Gull Island-Northern Bay in het leven geroepen als een local service district (LSD). Reeds in 2019 werd het LSD echter opgeheven, waardoor de drie dorpen sindsdien opnieuw geen enkele vorm van lokaal bestuur meer hebben.
De gelijknamige geografische entiteit bleef echter wel in gebruik bij Statistics Canada en bij de volkstelling van 2021 was dat voor het eerst als als een designated place.

## Demografie
In 2021 telde de DPL 402 woningen, waarvan er 256 (permanent) bewoond waren. Op enkele uitzonderingen betrof het allemaal vrijstaande huizen. De mediaanleeftijd van Burnt Point-Gull Island-Northern Bay bedroeg toen 59,2 jaar, tegenover een Canadees gemiddelde van 41,6 jaar.
Alle inwoners hadden in 2021 het Engels als moedertaal, met zo'n tiental mensen die daarnaast ook het Frans machtig waren. Alle inwoners hadden daarenboven de Canadese nationaliteit, met niemand die behoorde tot de inheemse bevolking.

### Demografische ontwikkeling
Onderstaande grafiek geeft de bevolkingsomvang van Burnt Point-Gull Island-Northern Bay doorheen de tijd weer. Tussen 2001 en 2021 daalde de bevolkingsomvang er van 731 naar 508. Dat komt neer op een daling van 223 inwoners (-30,5%) in twintig jaar tijd.
|                                                      |
| Bron: Statistics Canada (2001–2006, 2011–2016, 2021) |